# Grand Island (New York)
Grand Island ist eine Insel und eine darauf gelegene Stadt im Erie County im US-Bundesstaat New York. Das U.S. Census Bureau hat bei der Volkszählung 2020 eine Einwohnerzahl von 21.389 ermittelt.
Der Name leitet sich von dem französischen Begriff „La Grande Île“ („Die Große Insel“) ab, da Grand Island die größte Insel im Niagara River ist. Die französische Bezeichnung ist auch auf dem Stadtwappen zu lesen.

## Geographie

### Geographische Lage
Die Insel Grand Island liegt im äußersten Nordwesten des Erie Countys, wo der Niagara River die Grenze der USA zu Kanada bildet. Der Fluss teilt sich im Südosten der Insel in zwei Arme, die im Nordwesten wieder zusammenfließen. Dort liegt in etwa 500 Metern Entfernung die unbewohnte Flussinsel Navy Island, die bereits zur kanadischen Provinz Ontario gehört. Wenige Kilometer weiter westlich befinden sich die Niagarafälle.
Die größte Ausdehnung von Westen nach Osten beträgt gute 10 km (6,5 mi), die von Norden nach Süden etwa 12 km, (7,5 mi).

### Nachbargemeinden
Westlich von Grand Island befindet sich die kanadische Stadt Niagara Falls, im Norden die gleichnamige Stadt im US-Bundesstaat New York, im Nordosten Wheatfield und im Osten Tonawanda bzw. North Tonawanda.

## Geschichte
Die ersten Europäer, die Grand Island betraten, waren im sechzehnten Jahrhundert französische Siedler, die auf der Insel auf Angehörige vom Stamme der Neutral trafen. Im Jahr 1651 war dieser Stamm von den Seneca besiegt und vernichtet worden. Im Rahmen des Friedensschlusses nach dem Franzosen- und Indianerkrieg wurde die Insel 1764 Teil der Britischen Kolonien in Nordamerika.
1815 übernahm der Staat New York Grand Island zusammen mit mehreren kleineren Inseln im Niagara River von den Irokesen. Im August 1993 klagten die Seneca gegen diesen Kauf, da er gegen ein Gesetz aus dem Jahr 1790 verstoße, das besagt, dass Land von den Indianern nur mit Zustimmung der Bundesregierung gekauft werden dürfe. 2002 wurde die Klage schließlich abgewiesen mit der Begründung, das Land habe 1815 schon gar nicht mehr den Indianern gehört, sondern sei bereits seit 1764 im Besitz Großbritanniens gewesen. Die Zahlung aus dem Jahr 1815 sei nur geflossen, um spätere Konflikte zwischen dem Staat New York und den Seneca zu vermeiden. Gegen dieses Urteil legten die Seneca Berufung ein, die 2006 endgültig abgewiesen wurde.

## Kultur und Sehenswürdigkeiten
Auf Grand Island liegt der Freizeitpark Niagara Amusement Park & Splash World mit Silver Comet, einer Holzachterbahn.
Ein Grundstein, der heute im Historischen Museum in Buffalo gezeigt wird, trägt die Inschrift: „Ararat. A city of Refuge for the Jews. Founded by Mordecai Manuel Noah, in the Month Tizri 5586, Sept. 1825, in the 49th year of American Independence“. Dieser Stein ist das einzige (Pseudo-)Relikt einer angedachten jüdischen Stadt, die auf Grand Island zu gründen war. Die feierliche Grundsteinlegung geschah allerdings in Buffalo.

## Wirtschaft und Infrastruktur

### Verkehr
Quer über Grand Island verläuft die Interstate 190, die im Norden über die North Grand Island Bridge nach Niagara Falls (New York) führt und den südöstlichen Teil über die South Grand Island Bridge mit Tonawanda verbindet. Weiterhin verläuft die New York State Route 324 über die Insel, im Norden und Südosten ist diese Straße identisch mit der Interstate 190.

### Bildung
- Grand Island High School
- Veronica E. Connor Middle School
- William E. Kaegebein Elementary School
- Huth Road Elementary School
- Charlotte Sideway Elementary School
- St. Stephen´s School (Dabei handelt es sich um eine Parochial School, eine Art Konfessionsschule)